# احکام حدود

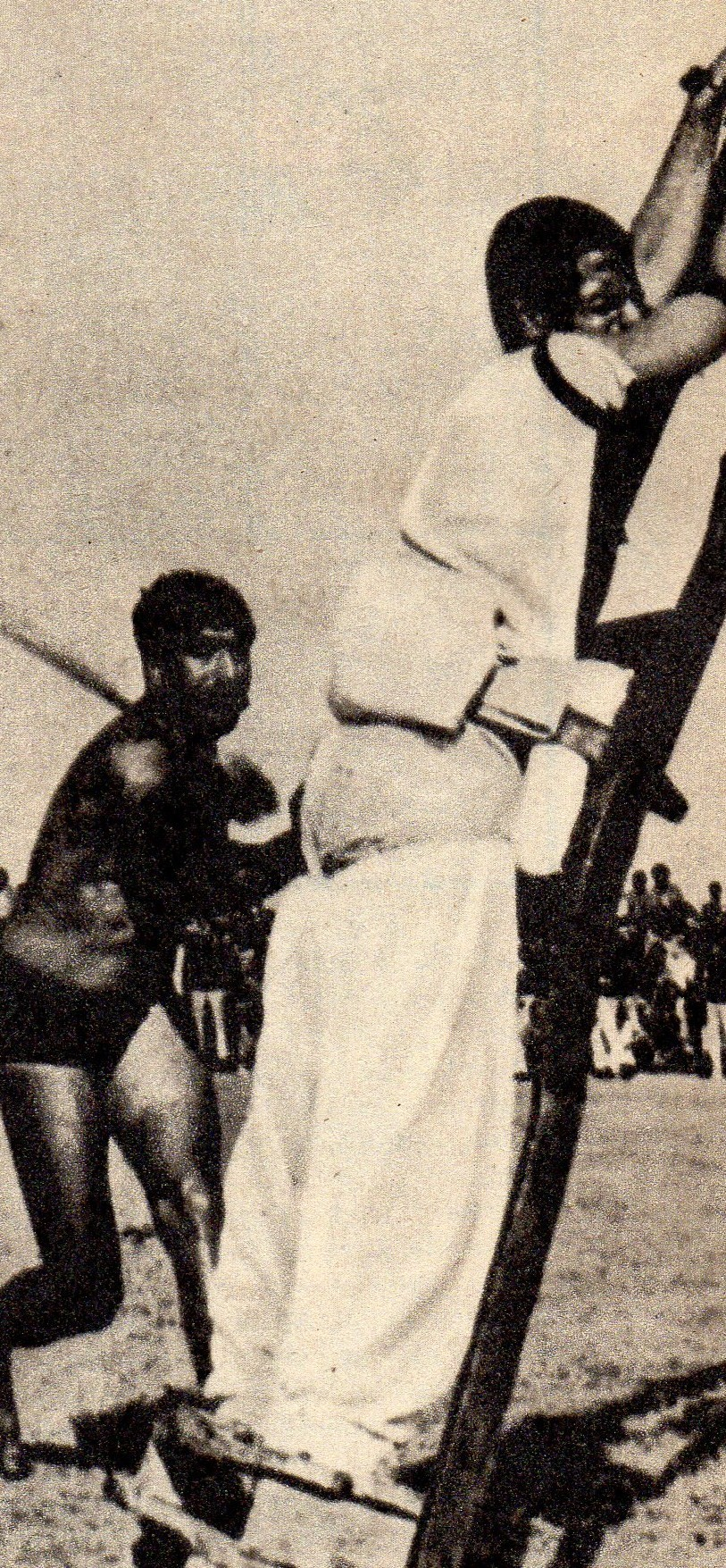
شلاق زدن مردی که زنی را در اسلام‌آباد پاکستان اغوا کرد (اواخر دهه ۱۹۷۰)

احکام حدود یا قوانین حدود قوانینی در پاکستان هستند که در سال ۱۹۷۹ به عنوان بخشی از روند «اسلامی سازی» حاکم نظامی ضیاءالحق به تصویب رسیدند. این قانون جایگزین بخش‌هایی از قانون کیفری پاکستان در دوره بریتانیا شد و جرایم جدید جنایی زنای محصنه و زنا و مجازات‌های جدید شلاق، قطع عضو و سنگسار تا حد مرگ را اضافه کرد. پس از بحث‌ها و انتقادات فراوان، بخش‌هایی از این قانون در سال ۲۰۰۶ توسط لایحه حمایت از زنان مورد بازنگری گسترده قرار گرفت.
قانون حدود با اجرای مجازات‌های ذکر شده در قرآن و سنت برای زنا (جنس خارج از ازدواج)، قذف (اتهام نادرست زنا)، دزدی و احکام غذایی اسلام در نظر گرفته شده بود تا قوانین شریعت را اجرا کرده یا قوانین پاکستان را مطابق با دستورات اسلام کند. این سیستم دو نوع جرم - حد و تعزیر - را با مجازات‌های مختلف در نظر می‌گرفت. جرایم حد (مجازات ثابت) نسبت به تعزیر (مجازات اختیاری) نیاز به ثبوت بالاتری دارد و مجازات آنها شدیدتر است.
مفاد قانون زنای محصنه به ویژه بحث‌برانگیز بود و منتقدان ادعا می‌کردند که «مرتکبین صدها تجاوز جنسی، یا حتی تجاوزهای گروهی، در نهایت به عنوان زنای محصنه متهم شدند» و به زندان افتادند. این قوانین در سال ۲۰۰۶ برای تبرئه زنانی که نمی‌توانستند تجاوز جنسی را اثبات کنند، اصلاح شد.

## احکام
احکام از فقه کلاسیک، عمدتاً حنفی پیروی می‌کنند. یکی از ویژگی‌های غیر کلاسیک این است که محدودیت، تنها پس از شکست درخواست تجدیدنظر در دادگاه فدرال شریعت قابل اعمال است. دادگاه فدرال شریعت که «صلاحیت انحصاری» بررسی انطباق قانونی با احکام اسلامی را دارد، در کنار این احکام ایجاد شد.
طبق این احکام، مجازات‌های تعزیری اغلب شامل شلاق است.

### حکم جرایم علیه اموال (سرقت)
رسماً به عنوان "مصوبه جرایم علیه مالکیت (اجرای حدود) (VI of 1979) شناخته می‌شود.
- جرایم علیه اموال باید محدود شود

سرقت چیزی با ارزش، یعنی دارایی به ارزش بیش از ۴٫۴۵۷ گرم طلا (حدود ۲۵۸ دلار آمریکا تا ۱۸ ژانویه ۲۰۲۲).
از جایی که ملک محافظت شد.
دلیل این امر باید اقرار متهم یا حداقل دو شاهد مرد مسلمان بالغ «تذکیه الشهید» (راست و بی گناه) باشد.
- مجازات سرقت بیش از چند بار

جرم اول: بریدن دست راست از مفصل مچ.
جرم دوم: بریدن پای چپ تا مچ پا.
جرم سوم: حبس ابد.
- دزدی باید مجازات شود: کسی که بدون ارتکاب جرم دزدی کند.

که هیچ اعتراف یا مدرکی توسط دو شاهد مرد بالغ مسلمان واجد شرایط ارائه نشده‌است، یا برای کسانی که «حد» آنها طبق این مصوبه قابل اجرا یا لازم الاجرا نیست.
دزدی توسط تعزیر مجازات می‌شود: در قانون مجازات پاکستان ارائه شده‌است.

### حکم زنا (خارج از ازدواج)
به‌طور رسمی، زنا و (تجاوز به عنف) به عنوان "مصوبه زنای مجرمانه (اجرای حدود) (7th ۱۹۷۹) شناخته می‌شود. بحث برانگیزترین قانون از میان چهار قانون چندین دسته مجزا از جرایم جنسی و مجازات برای هر یک دارد:
- زن مشمول حد؛ قابل مجازات توسط
  - سنگسار برای زناکار
  - شلاق ۱۰۰ ضربه شلاق عمومی برای زناکار
- زنا موجب تعزیر ; قابل مجازات توسط
  - حبس تا ده سال
- زنا مستوجب حد
- زنا موجب تعزیر
- آدم‌ربایی
- لواط
- اغوا کردن
- اقدام به تجاوز جنسی
- کمک به جنایت زنا
- ازدواج فریبکارانه
- توطئه برای انجام فحشا

شاهدان عینی بر اساس حد، دخول «با حداقل چهار شاهد مرد بالغ مسلمان» را که «با تأیید قضات» که «صادق هستند و از گناهان کبیره پرهیز می‌کنند». به دلیل این استاندارد سختگیرانه، هیچ متهمی تا کنون در پاکستان مجرم شناخته نشده و سنگسار نشده‌است، و مجازات‌ها تنها بر اساس مقررات تعزیری فرمان حدود که از شواهد غیرمستقیم استفاده می‌کند، صادر شده‌است.
قانون سال ۲۰۰۶ اکنون زنا به اجبار را از فرمان زنا حدود حذف کرده و بخش‌های ۳۷۵ و ۳۷۶ را به ترتیب برای تجاوز و مجازات در قانون جزایی پاکستان به جای آن درج کرده‌است.

### قذف (اتهام دروغ زنا یا زنا) حکم
رسماً به عنوان: "جرم قذف (اجرای حدود) مصوبه ۱۹۷۹". در این بیانیه، جرم واهی به زنا کتبی، شفاهی یا "با اعترافات مشهود" به قصد ایجاد ضرر و بدون ارائه چهار شاهد در تأیید اتهام در دادگاه، یا "بر اساس نتیجه دادگاه، شاهدی مدرک دروغی مبنی بر ارتکاب زنا یا تجاوز به عنف ارائه کرده‌است، یا زمانی که شاکی اتهام نادرستی به تجاوز جنسی را مطرح کرده‌است.
- اثبات «قذف موجب حد» شامل اقرار متهم به آن در دادگاه، قذف متهم در دادگاه یا اگر دو شاهد مرد بالغ مسلمان (غیر از قربانی قذف) شهادت دهند که متهم قذف کرده‌است. (اگر متهم غیر مسلمان باشد، شاهدان ممکن است غیر مسلمان باشند)
- مجازات «قذف موجب حد»۸۰ ضربه شلاق خواهد بود.
- «قذف متعهد به تعزیر» هر وقت اعمال می‌شود
  - مدرکی به هر یک از اشکال ذکر شده در بالا در دسترس نیست،
  - یا هنگامی که مرتکب بر یکی از اولاد خود قذف کرده باشد.
  - یا زمانی که قربانی قذف در جریان «تعلق دادرسی» فوت کرده باشد.
- مجازات «قذف تعزیری» حبس تا دو سال و شلاق تا چهل ضربه و ممکن است شامل جزای نقدی نیز باشد.

### دستور ممنوعیت (الکل)
رسماً به عنوان: "حکم منع (اجرای حد) ۱۹۷۹" جرم تولید، واردات، فروش، داشتن، داشتن یا مصرف مشروبات الکلی را توصیف می‌کند.
- تولید، بسته‌بندی، فروش مشروبات الکلی به حبس تا پنج سال یا شلاق تا ۳۰ ضربه و همچنین جریمه نقدی محکوم می‌شود.
- تملک یا تملک به حبس تا دو سال یا شلاق تا ۳۰ ضربه و همچنین ممکن است به جزای نقدی محکوم شود.
- مشروب خواران مستوجب حد، مسلمانان بالغی هستند که در صورت اعتراف به نوشیدن مشروبات الکلی مست کننده، یا گواهی «دو شاهد مرد بالغ مسلمان» که دارای شخصیت خوب هستند که بگویند این اشخاص «مشروبات مست کننده می‌خورند».[۷]
  - آنها با شلاق "هشتاد ضربه" "مجاز خواهند شد".
- مشروب خواران مشمول تعزیر عبارتند از
  - شهروندان غیرمسلمان پاکستان که مشروب الکلی مصرف کرده‌اند (مگر اینکه "بخشی از مراسمی باشد که توسط دین او تجویز شده‌است"):
  - غیر مسلمان، غیر شهروند پاکستان، که در مکان‌های عمومی مشروب می‌نوشند.
  - مسلمانانی که «جرم آنها با ادله ثبتی ثابت می‌شود» اما نه با دلیل دو شاهد مسلمان.
  - این مشروب خواران به حبس تا سه سال یا شلاق تا ۳۰ ضربه یا هر دو محکوم می‌شوند.
- داشتن هروئین، کوکائین، تریاک یا برگ کوکا نیز مجازات حبس، شلاق و جزای نقدی دارد.

### فرمان شلاق
مشخص می‌کند که شلاق‌ها از چرم یا عصا یا شاخه‌های درخت ساخته می‌شوند، نه بیشتر از ۱٫۲۲ متر و نه ضخامت بیشتر از ۱٫۲۵. سانتی‌متر. محکوم علیه قبل از شلاق باید مورد معاینه پزشکی قرار گیرد تا مشخص شود که آیا شلاق باید «به نحوی و با فواصل زمانی اعمال شود» که باعث مرگ مجرم شلاق نشود. شلاق زدن ممکن است به تعویق بیفتد اگر مجرم مریض باشد، باردار باشد یا هوا خیلی سرد باشد و غیره. روی «سر، صورت، شکم یا قفسه سینه یا نقاط ظریف بدن محکوم علیه» نباید شلاق زده شود و نباید پوست محکوم را پارگی کند.

## مناقشه و بازنگری

### شلاق زنی
در سال ۱۹۹۶، قانون لغو شلاق (که توسط حزب مردم پاکستان به رهبری بی نظیر بوتو تصویب شد)، احکام/مجازات مجرمان شلاق را ممنوع کرد، مگر در مواردی که به عنوان حد اعمال شود. اینگونه موارد تنبیه بدنی به شدت کاهش داده شده‌است.

### حکم زنا (خارج از ازدواج)
در دو دهه و نیم، قانون بدون تغییر باقی مانده‌است، چندین کمیسیون منصوب شده توسط دولت پاکستان لغو زنا را توصیه کرده‌اند (مانند کمیسیون ملی وضعیت زنان، ۲۰۰۳، کمیته ویژه شرایط، ۱۹۷۹، کمیسیون تحقیق). .منتقدان این قانون ادعا می‌کنند که در حالی که هیچ‌کس توسط قانون سنگسار نشده یا دست یا پایش قطع نشده‌است، اما این حکم اتهامات تجاوز جنسی را خطرناک می‌کند زیرا زنان در صورت عدم موفقیت می‌توانند مجازات شوند. در سال ۱۹۷۹، قبل از اجرای این احکام، ۷۰ زن به دلیل تجاوز جنسی در زندان‌های پاکستان زندانی شدند. در سال ۱۹۸۸ این تعداد ۶۰۰۰ نفر بود.گزارشی در سال ۲۰۰۳ توسط کمیسیون ملی وضعیت زنان تخمین زد که «۸۰٪ از زنان» به این دلیل زندانی می‌شوند که «آنها نتوانستند ادعاهای تجاوز جنسی را ثابت کنند و بنابراین به جرم زنا محکوم شدند».
در حالی که تشکیل پرونده علیه زنی که او را به زنای محصنه متهم می‌کرد آسان بود، اما قانون زنا، گرفتن وثیقه را برای زنی که در انتظار محاکمه بود بسیار دشوار می‌کرد. بدتر از آن، در عمل واقعی، اکثریت قریب به اتفاق زنان متهم توسط دادگاه بدوی مجرم شناخته شدند تا در دادگاه فدرال شریعت تبرئه شوند. تا آن زمان، آنها سال‌های زیادی را در زندان گذرانده بودند، توسط خانواده‌هایشان طرد شده بودند و به طردشدگان اجتماعی تبدیل شده بودند.
زنی که مدعی تجاوز جنسی بود در ابتدا ملزم به ارائه شاهدان عینی با حسن مقام و شخصیت اخلاقی بود و شاهدان باید شاهد «عمل دخول» باشند تا مجازات اعدام برای متجاوز اعمال شود یا اگر وجود نداشت. شاهدان پس از آن تعزیر اعمال می‌شود. در اصل، عدم یافتن چنین مدرکی دال بر تجاوز جنسی، خود زن را در معرض خطر پیگرد قانونی قرار نمی‌دهد. به گفته مفتی تقی عثمانی که در ایجاد احکام نقش داشت:
اگر کسی بگوید که او به دلیل قذف (اتهام نادرست تجاوز جنسی) مجازات شده‌است، قانون قذف، بند شماره. ۳، معافیت شماره. ۲ به صراحت بیان می‌کند که اگر کسی با شکایت تجاوز جنسی به مراجع قانونی مراجعه کند، در صورتی که نتواند چهار شاهد را ارائه دهد مجازات نمی‌شود. هیچ دادگاه حقوقی نمی‌تواند برای صدور چنین مجازاتی صلاحیت داشته باشد.
با این حال، در عمل، این پادمان‌ها همیشه کارساز نبوده‌اند. به علاوه، از آنجایی که این فرمان قانونی، قانون تجاوز جنسی پاکستان را لغو می‌کرد، طبق گفته دیده‌بان حقوق بشر، دختران دوازده ساله به دلیل داشتن روابط خارج از ازدواج تحت پیگرد قانونی قرار گرفتند. داستان‌هایی از رنج زنانی که ادعا می‌کردند مورد تجاوز قرار گرفته‌اند در سال‌های پس از تصویب فرمان حدود در مطبوعات منتشر شد که اعتراض‌های فعالان پاکستانی و وکلای حقوق بشر و سازمان‌های بین‌المللی حقوق بشر را برانگیخت. یک مورد مربوط به صفیه بی بی، زن نابینا مجرد اهل مرزهای شمال غربی بود که به دلیل حاملگی نامشروع به جرم زنا تحت تعقیب قرار گرفت و به ۳ سال زندان با ۱۵ ضربه شلاق و ۱۰۰ روپیه جریمه نقدی در تعزیر محکوم شد. متجاوز به او تبرئه شد. قاضی حکم داد که شواهد کافی برای ارتباط او با تجاوز جنسی وجود ندارد.
سند گناه برای همه وجود داشت: نوزادی در آغوش مادرش، زنی روستایی به نام زعفران بی بی. جرم او: مورد تجاوز جنسی قرار گرفته بود. حکم او: مرگ با سنگسار. اکنون خانم زعفران بی‌بی، حدوداً ۲۶ ساله، در سلول انفرادی به سر می‌برد.
انورعلی خان، قاضی ریش سفیدی که او را محکوم کرد و گفت که او به سادگی از قانون مبتنی بر قرآن، معروف به حدود، پیروی کرده‌است که مجازات را تعیین می‌کند.

 او با اشاره به قوانینی که هرگونه تماس جنسی خارج از ازدواج را ممنوع می‌کند، گفت: «فرزند نامشروع توسط او انکار نمی‌شود و بنابراین دلیل زنا است». وی همچنین گفت که خانم زعفران در اتهام تجاوز به برادر شوهرش به جرم خود اعتراف کرده‌است.
سناریوی دیگر برخی از اتهامات زنا که منجر به حبس شد، طلاق از سوی شوهر و ازدواج مجدد توسط همسر سابق بود.
طلاق سه‌گانه تلفظ می‌شود. زن به خانه پدر و مادرش برمی گردد. او دوره بازدید خود را انجام می‌دهد. پس از مدتی خانواده ترتیب دیگری ترتیب می‌دهند و او ازدواج می‌کند. سپس شوهر ادعا می‌کند که ازدواج بدون تأیید طلاق توسط مقامات محلی انجام نمی‌شود و مراحل قانونی را آغاز می‌کند. برای بستن این در، این تعریف [از ازدواج صحیح] باید حذف شود.
تعدادی از سازمان‌های حقوق بشر بین‌المللی و پاکستانی استدلال می‌کنند که فرمان حدود فراتر از آنچه در شرع الزام شده‌است. آنها با احزاب مذهبی جناح راست که آنها را به دور زدن از ارزش‌های اسلامی متهم می‌کنند، مخالف هستند.

#### اصلاح قانون حدود
با توجه به این مصوبه و پیشنهادهایی برای بازنگری در آن توسط تعدادی از کمیسیون‌های منصوب شده توسط دولت ارائه شد، مناظره تلویزیونی چند هفته‌ای با موضوع «عدم بحث دربارهٔ حدود الله (قوانین خداوند در قرآن و سنت) حکم حدود (تفسیر بشر از قانون خدا) اسلامی و کارگاه آموزشی بخش مدیریت عمومی دانشگاه کراچی در سال ۲۰۰۵ برگزار شد.
در سال ۲۰۰۶، پرویز مشرف ، رئیس‌جمهور وقت، مجدداً پیشنهاد اصلاح این فرمان را داد. در ۱۵ نوامبر ۲۰۰۶، " قانون حمایت از زنان (اصلاح قوانین جزایی) " در مجلس ملی تصویب شد که تجاوز به عنف را تحت قانون مدنی قابل پیگرد قانونی قرار داد. این لایحه در ۲۳ نوامبر ۲۰۰۶ توسط سنا تصویب شد، و پس از امضای رئیس‌جمهور مشرف در ۱ دسامبر ۲۰۰۶ به قانون اجرایی تبدیل شد.
این قانون تعدادی از جرایم مربوط به حکم زنا را به قانون جزایی پاکستان که قبل از سال ۱۹۷۹ در آنجا وجود داشت، بازگرداند.
از آنجایی که تجاوز به عنف، برخلاف زنا، در قرآن ذکر نشده‌است، تجاوز به عنف در حال حاضر از شمول قانون مجازات اسلامی مستثنی شده‌است.
جرایم زنا و سهل انگاری (اتهام غیرقانونی زنا) را تعدیل و باز تعریف می‌کند.
هیچ شکایت زنا یا تجاوز جنسی را نمی‌توان به شکایت زنا تبدیل کرد.
مجموعه ای کاملاً جدید از رویه‌ها برای تعقیب جرایم زنا و زنا ایجاد می‌کند.
این قانون یک جرم جدید از اتهامات نادرست زنا را به قانون مجازات پاکستان اضافه می‌کند، به طوری که اگر شکایتی منجر به محکومیت نشود، اتهام زنا با خطر مجازات طولانی مدت زندان همراه است.
زنا تنها جرمی است که در قانون زنای محصنه از آن حمایت شده‌است. شکایت زنای محصنه باید به قاضی تسلیم شود و حداقل چهار شاهد باید با قسم شهادت دهند که شاهد عمل دخول بوده‌اند.
کارشناسان حقوقی مدعی شده‌اند که قانون اولیه آنقدر که مخالفان آن ادعا می‌کردند نامتعادل نبوده یا اجرای اصلاحات غیرممکن خواهد بود.
گروه‌ها و فعالان حقوق بشر در پاکستان نیز از این لایحه انتقاد کرده‌اند و گروهی گلایه دارند: «لایحه موسوم به حمایت از زنان تلاشی مضحک برای مماشات با فرمان حدود است». نگرانی این است که هزاران تجاوز گزارش نشده‌است زیرا قربانیان می‌ترسند که به عنوان جنایتکار رفتار شود. در مقابل، مارتین لاو گفته‌است که این قانون «نمی‌توان صرفاً به‌عنوان ویترین لباس برای جلب رضایت مخاطبان غربی رد شد».

#### قانون کیفری (اصلاح جرم تجاوز جنسی) قانون ۲۰۱۶
در ۷ اکتبر ۲۰۱۶، پارلمان پاکستان به اتفاق آرا یک لایحه جدید ضد تجاوز جنسی و قتل ناموسی را تصویب کرد. قوانین جدید مجازات‌های سخت تری را برای مرتکبان چنین جنایاتی در نظر گرفته‌است. بر اساس لایحه جدید ضد تجاوز، آزمایش دی ان ای در موارد تجاوز جنسی اجباری شد. خرابکاری یا اخلال در کار یک افسر پلیس یا مقام دولتی طبق قانون جدید می‌تواند منجر به یک سال زندان شود. مقامات دولتی که مشخص شود از موقعیت رسمی خود برای ارتکاب تجاوز جنسی (مثلا تجاوز جنسی در حبس) سوء استفاده می‌کنند، به حبس ابد و جریمه نقدی محکوم می‌شوند. بر اساس قانون جدید، هر کس به یک خردسال یا معلول ذهنی یا جسمی تجاوز کند، مجازات اعدام یا حبس ابد خواهد داشت.
ثبت اظهارات بازماندگان زن از تجاوز جنسی یا آزار جنسی توسط افسر تحقیق و با حضور افسر پلیس زن یا یکی از اعضای زن خانواده بازماندگان انجام می‌شود. به بازماندگان تجاوز جنسی (در صورت نیاز) توسط شورای وکلای استان کمک‌های حقوقی ارائه می‌شود. قانون جدید همچنین اعلام می‌کند که محاکمه‌ها برای جرائمی مانند تجاوز جنسی و جرایم مرتبط باید پشت دوربین انجام شود و همچنین امکان استفاده از فناوری مانند لینک‌های ویدیویی برای ضبط اظهارات قربانی و شاهدان را فراهم می‌کند تا از آنها در تحقیر یا خطر ناشی از حضور در دادگاه امان بماند. همچنین رسانه‌ها از انتشار اسامی یا هر گونه اطلاعاتی که هویت قربانی را فاش کند، محدود خواهند بود، مگر در مواردی که احکام دادگاه را منتشر می‌کنند. محاکمه تجاوز جنسی باید ظرف سه ماه به پایان برسد. اما در صورتی که محاکمه ظرف مدت سه ماه به پایان نرسد، پرونده برای رهنمودهای مقتضی به اطلاع رئیس دیوان عالی کشور خواهد رسید. لایحه جدید همچنین تضمین می‌کند که کارگران جنسی نیز شامل حمایت قانون می‌شوند.
پومزیله ملامبو–نوکا، مدیر اجرایی زنان سازمان ملل متحد، از تصمیم دولت پاکستان برای تصویب لوایح ضد تجاوز و قتل ناموسی استقبال کرد.